# Villa Astalli
Villa Astali era uma villa barroca localizada na esquina da Via Emanuele Filiberto com a Via San Quintino, no rione Esquilino de Roma, da qual hoje resta somente o palacete principal.

## História
Esta villa foi construída na segunda metade do século XVII para os marqueses Astalli, uma família romana muito proeminente na Idade Média e que estava em decadência até o papa Inocêncio X escolher o cardeal Camillo Astalli como um de seus principais assessores. Camillo era parente de Tiberio Astalli, que se casou com uma sobrinha da famosa dona Olimpia Pamphilj, cunhada de Inocêncio. O palacete principal aparece no Mapa de Nolli (1748) na fronteira com a Villa Altieri e contando com um bosque, um jardim e campos dedicados à agricultura, apesar de não haver certeza se esta já era a configuração original. A fachada principal do palacete ficava de frente para o jardim com um escadaria com duas rampas e a fachada sudeste era caracterizada por dois corpos avançados cercando um pequeno pátio. 
Localizado atualmente num dos cruzamentos mais agitados de Roma, o edifício, modernizado, apresenta hoje uma bela decoração com placas em estuque nas janelas e bustos em molduras ovais. Depois de receber um piso a mais, o edifício foi ligado a um outro edifício moderno que também cerca o pátio interno em dois dos lados. As três salas internas, com teto em caixotões, apresentam um fresco original pintado com paisagens fantásticas. A villa, que foi propriedade do cardeal Francesco di Paola Cassetta, passou, em 1916, para as Figlie di Nostra Signora al Monte Calvario, que ali abrigam sua sede mundial (em italiano:  Casa Generalizia) e uma escola.